# ستيفان مالارميه
ستيفان مالارميه (بالفرنسية: Stéphane Mallarmé) (1842- 1898) هو شاعر وناقد فرنسي، ينتمي إلى تيار الرمزية ويعد واحدًا من روادها.

## حياته
وُلد ستيفان مالارميه (واسمه الحقيقي إاتيان مالارميه) في باريس 18 مارس من العام 1842. التحق بمدرسة داخلية عقب وفاة والدته وزواج والده حتى أتم دراسته الثانوية. وقد اهتم جدّاه بتربيته. تزوج من فتاة ألمانية تدعى ماريا غيرهارد، والتي كانت تكبره ببضع سنوات، ثم سافرا معًا إلى بريطانيا وتزوجا عام 1863. كان مهتمًا بنظم الشعر منذ صغره، ورأى أن يتفرغ له بعد أن أحس أنه يستحق التضحية. كان قد حصل على شهادة تأهيل لتعليم اللغة الإنجليزية، مما سهل له حياته في ذلك الوقت. نظم مالارميه بعض القصائد الشعرية مثل النوافذ. كانت طريقته في التدريس غير مقنعة للسلطات التعليمية حيث طلب من الطلاب ترجمة الأعمال من إدغار ألان بو أو شكسبير لكن في النهاية، لم يتمكنوا من صياغة الجمل للتواصل لأن الهدف الذي سعى مالارمي إلى تحقيقه كان الاهتمام بصوت اللغة بحثًا عن المعنى. ومع مرور الوقت، تيقن من أن مهنة التدريس ما هي إلا وظيفة تجلب له الاكتئاب الذي عاشه منذ صغره منذ فقد والدته والده وشقيقه، فعزم الابتعاد عنها.
تُوفي في فالفان في 9 سبتمبر عام 1898.

## شعره
في عام 1866 قدم مالارميه عشر قصائد للنشر في صحيفة البارناس المعاصر وكان من أشهرها النوافذ واللون اللازوردي ونسمة بحرية. وكان قبلها بعامين قد رزق بمولودته التي لم تزح عنه أثار الألام التي عاشها مسبقًا، وجاءت معه بطريقة عكسية، زادت من همومه.
كان مالارميه معجبًا بأعمال فيكتور هوجو الشعرية، ولكنه في الوقت نفسه أراد أن يتجاوز مفهوم الشعر التقليدي الذي لم يشهد تطورًا كبيرًا منذ القرن السادس عشر. واتجه إلى مفهوم جديد مبتكر كانت ثمرته الدراما الشعرية هيرودياد، وقصيدة ريفية أخرى تحت عنوان بعد ظهيرة إله الريف الأسطوري تم نشرها عام 1876. وتميزت هاتين القصيدتين بالتناقض الشديد، حيث كانت بطلة الأولى هيرودياد فائقة الجمال، وكانت تمثل الرغبة الحسية المفقودة في بحثها عن الطهارة الخالصة، بينما كان يمثل إله الريف الرغبة الحسية الشهوانية غير المشبعة. امتاز شعر مالارميه بالأصالة، حيث ساعدت طبيعته المنغلقة وتفكيره العاطفي إلى الوصول به إلى إلى تيار الهرمسية الغامض والمستغلق. وبالتالي نتج عن ذلك، أعمالًا شعرية مليئة بالغموض، حيث كان القارئ يتوه بينها وكان لا يعرف من أين تبدأ قصيدته وأين تنتهي. وكان مالارميه يهدف بذلك إلى الوصول إلى فئة النخبة، حيث كان يلجأ إلى الإيجاز والتعقيد وكانت للرموز دورًا أساسيًا في أعماله.
تميز بزعته المثالية المتمثلة في سعيه لأجل بلوغ المطلق عبر الفن، ومن ناحية أخرى بذهنيته المتمثلة في بحثه عن الفن الخالص.عرّف مالارميه الشعر بكونه «التعبير عن المعنى السرّي لجوانب الوجود بواسطة اللغة الإنسانية المعادة إلى إيقاعها الجوهري»، وقد كتب إلى صديقه كازاليس Cazalis قائلاً: «بعد عثوري على العدم عثرت على الجمال، وإنك لا تستطيع أن تتخيّل على أي مرتفعات صافية غامرت بنفسي».
كانت قصائده النثرية الأولى تكشف عن تأثيرات بودلير وبرتران، إلا أن مالارميه يُعتبر صاحب ثورة شعرية خاصة به وثورته تتلخص في سعيه داخل اللغة إلى نسف ثنائية نظم/نثر. ففي نظر مالارميه «ليس هناك نثر وإنما هناك الأبجدية ثم أبيات متراصة إلى حد ما: مسهبة إلى حد ما، فأنّى يوجد جهد في الأسلوب، يوجد نظم.» 
نال مالارميه الكثير من الألقاب فهو الشاعر المجدد والمبتكر وهو شاعر الغموض.
كان مالارميه يمثّل مع آرثر رامبو فصلاً مهماً بين الحداثة الشعرية، التي أسّسها قبلهما بودلير، وبين المدرسة الرمزية التي جسّدها فيما بعد بول فاليري وأيضاً المدرسة الكونية التي مثّلها فيما بعد بول كلوديل وسان جون بيرس، وسبق مالارميه إعلان ميلاد المدرسة الرمزية عام 1886 بأعمال شعرية تحمل الطابع الرمزي.
ألهم عمله العديد من المدارس الفنية الثورية في أوائل القرن العشرين، مثل التكعيبية، والمستقبلية، والدرعية، والسريالية.

## من أشعاره
«أبـي العزيز»
لقد تعلّمت تحيّة،
وسارعت إلى  الاحتفال بعيدك،
كانوا يتحدّثون فيه عن الشّعور
عن حبّ رقيق،  عن شوق غامر
لكنّني نسيت كلّ شيء،
حينما وصلت،
أحبّك، هي الكلمة الوحيدة التي حفظتها جيّدا.
***
«لو شئتِ سنتحابَّ»
لو شئتِ سنتحابّ
بشفتيكِ ولا نبوح
هذه الوردةُ لا تقطعه
إلاّ لتسكب صمت رهيبا
لن تقذفَ الأغاني
وهْجَ البسمات
لو شئتِ سنتحابّ
بشفتيك ولا نبوح
أخرسَ أخرسَ بين اللفّات
سِلْف في أرجوان المملكة
قبلة ملتهبة تتمزٌق
حتّى أطراف الجنيحات
لو شئت سنتحابّ.
***
«قلق»
أنا ما أتيت الليلة لأنتصر على جسدكِ، أيتها المتوحشة
التي تجتمع في أعماقها خطايا البشر، ولا لأحفر
في شعرك النَتِن زوبعةً حزينة
تحت الضجر الميئوس من شفائه الذي تَصُبّهُ قُبلاتي:
أنا ألتمس من سريرك نوماً ثقيلاً خالياً من الأحلام
التي تحوم خلف ستائر الندم الغريبة،
نوماً يمكنك أن تذوقي طعمه بعد أكاذيبك السوداء،
أنت يا من تعرفين عن الفراغ أكثر من الموتى.
فالرذيلة التي تقضم ما أتحلّى به من نبل أصيل  
وضعت عليّ مثلك إشارة عُقْمِها،
ولكنْ بينما صدرُك المتحّجر الذي يسكنه
قلبٌ لم يجرحه نابُ أيةِ جريمة
ألوذ أنا بالفرار شاحباً أشعثَ، مسكوناً بكفني
خائفاً من أن تغتالني يد المنونُ حين أنام وحيداً.
***

## وصلات خارجية
- ستيفان مالارميه على موقع IMDb (الإنجليزية)
- ستيفان مالارميه على موقع الموسوعة البريطانية (الإنجليزية)
- ستيفان مالارميه على موقع ميوزك برينز (الإنجليزية)
- ستيفان مالارميه على موقع إن إن دي بي (الإنجليزية)
- ستيفان مالارميه على موقع ديسكوغز (الإنجليزية)
- ستيفان مالارميه على موقع قاعدة بيانات الفيلم (الإنجليزية)